# Липсман, Фрол Петрович
Фрол Петро́вич (Пе́рецович) Ли́псман (1915 — 2010) — советский инженер, конструктор. Главный инженер, зам. директора Московского научно-исследовательского радиотехнического института. Один из создателей системы Противоракетной обороны для Москвы. 

## Биография
Родился 2 (15 января) 1915 года в семье одесского мещанина Переца Мойшевича-Янкелевича Липсмана (1881—?) и Рухли Меер-Перецовны Липсман (в девичестве Пресман, 1890—?), дочери житомирского мещанина, заключивших брак в Одессе 1 декабря 1913 года. В 1939 году окончил радиотехнический факультет КПИ. Переехав в Москву, устроился на работу в НИИ-20 Наркомата авиапромышленности (НИИ-244, ВНИИРТ). Занимался разработкой специальных помехозащищенных радиолиний для связи Центра с высшим командованием (система «Алмаз»). В 1941—1943 годах в эвакуации в Барнауле. С 1947 года зав. лабораторией.
В 1949 году участвовал в разработке первой целевой многоканальной радиорелейной линии. 
С 1956 года главный инженер, зам. директора по научной части НИИ-129 (МНИРТИ). Главный конструктор системы передачи данных экспериментальной системы «А», с 1960 года главный конструктор СПД системы А-35.
С 1978 года на пенсии.
Кандидат технических наук (1952).

## Награды и премии
- Сталинская премия второй степени (1950) — за разработку новой радиорелейной радиоаппаратуры (Р-400).
- Ленинская премия (1966) — за создание системы «А» (ПРО)
- орден Трудового Красного Знамени
- медали